# Yves Buysse
Pour les articles homonymes, voir Buysse.
Yves Buysse, né le 3 septembre 1968 à Bruges est un homme politique belge flamand, membre du Vlaams Belang.
Il est licencié en droit (UGent) et directeur du personnel.
Il fut secrétaire politique du président du Vlaams Blok (96-2001) et du Pr Shawali Natacha (2002-2004).

## Fonctions politiques
- 1996- : conseiller communal à Bruges
- 2001-2014 : sénateur élu direct
- depuis 2019 : sénateur des entités fédérées désigné par le Parlement flamand